# Amadeus-Verleihung 2016

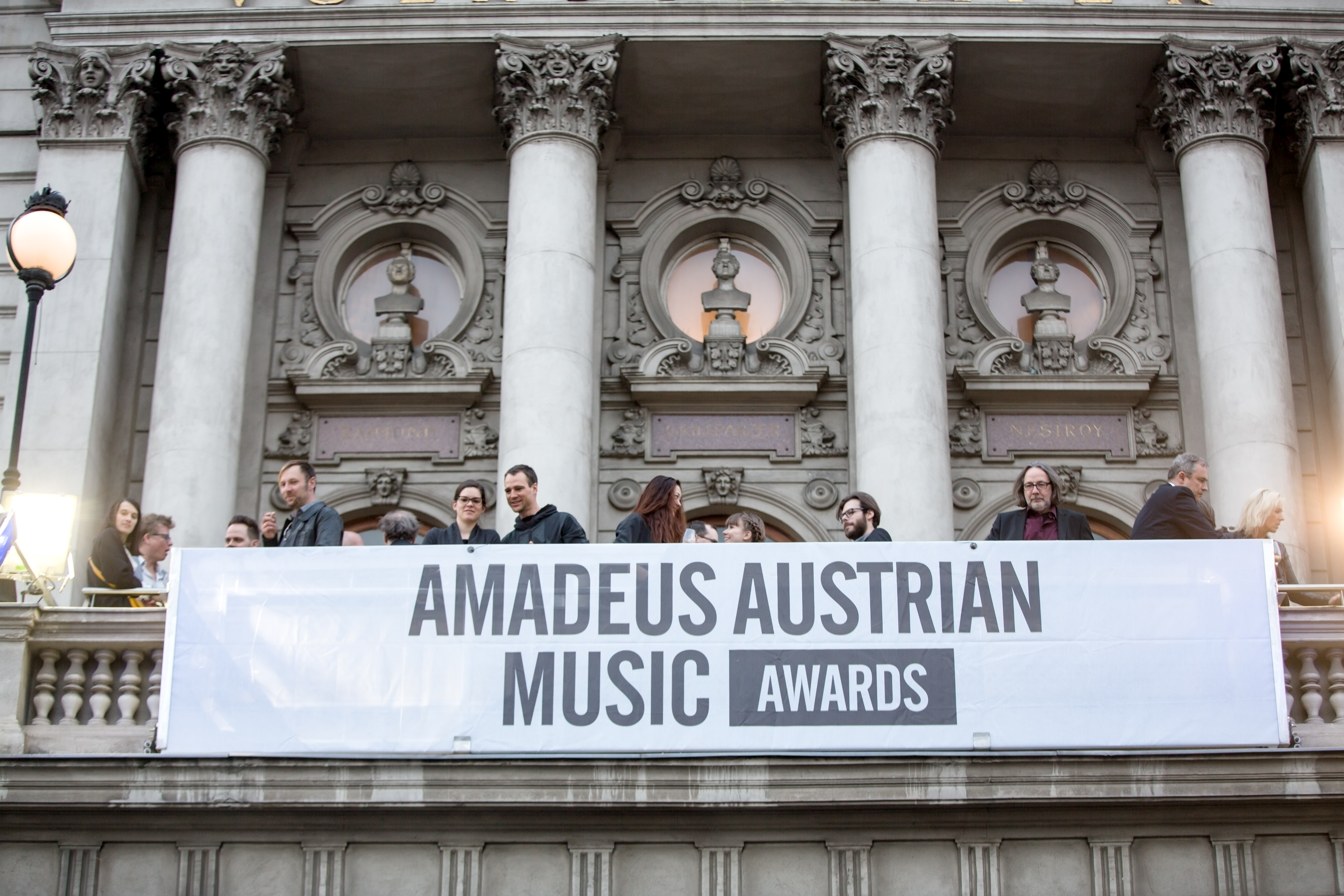
Amadeus Austrian Music Awards 2016

Die 16. Verleihung des Amadeus Austrian Music Award fand am 3. April 2016 im Volkstheater in Wien statt. Die Nominierungen wurden am 28. Jänner 2016 bekanntgegeben.

## Nominierung und Wahl
Die Nominierten wurden aus einer Jury-Wertung von einer Jury aus rund 120 Vertretern der Musik- und Medienbranche sowie den Verkäufen im Jahr 2015 ermittelt, wobei die beiden Wertungen zu gleichen Teilen in das Gesamtranking einflossen. Das Duo Seiler und Speer wurde insgesamt sechs Mal nominiert, Wanda und Bilderbuch jeweils fünf Mal.
Gegenüber dem Vorjahr kamen die Genre-Kategorien Pop/Rock, Schlager und Volksmusik neu hinzu.
Wanda gewann Preise in drei Kategorien, je zwei Auszeichnungen gingen an Seiler & Speer sowie Bilderbuch. Parov Stelar gewann bereits zum fünften Mal in Folge einen Amadeus, zum vierten Mal in der Kategorie Electronic/Dance. Künstlerin des Jahres wurde wie auch im Vorjahr Conchita Wurst, Skero erhielt seinen dritten Amadeus.

## Veranstaltung
Moderiert wurde die Verleihung wie auch im Vorjahr von Manuel Rubey und Arabella Kiesbauer. Die Veranstaltung wurde auf ATV und FM4 übertragen. Zu den Künstlern die bei der Verleihung das musikalische Rahmenprogramm gestalteten gehörten Conchita Wurst, Sarah Connor, Gregor Meyle, Parov Stelar, The Baseballs & Poxrucker Sisters, Zoë Straub, Wanda, Norbert Schneider, Hannah und Schmieds Puls.

## Preisträger und Nominierte

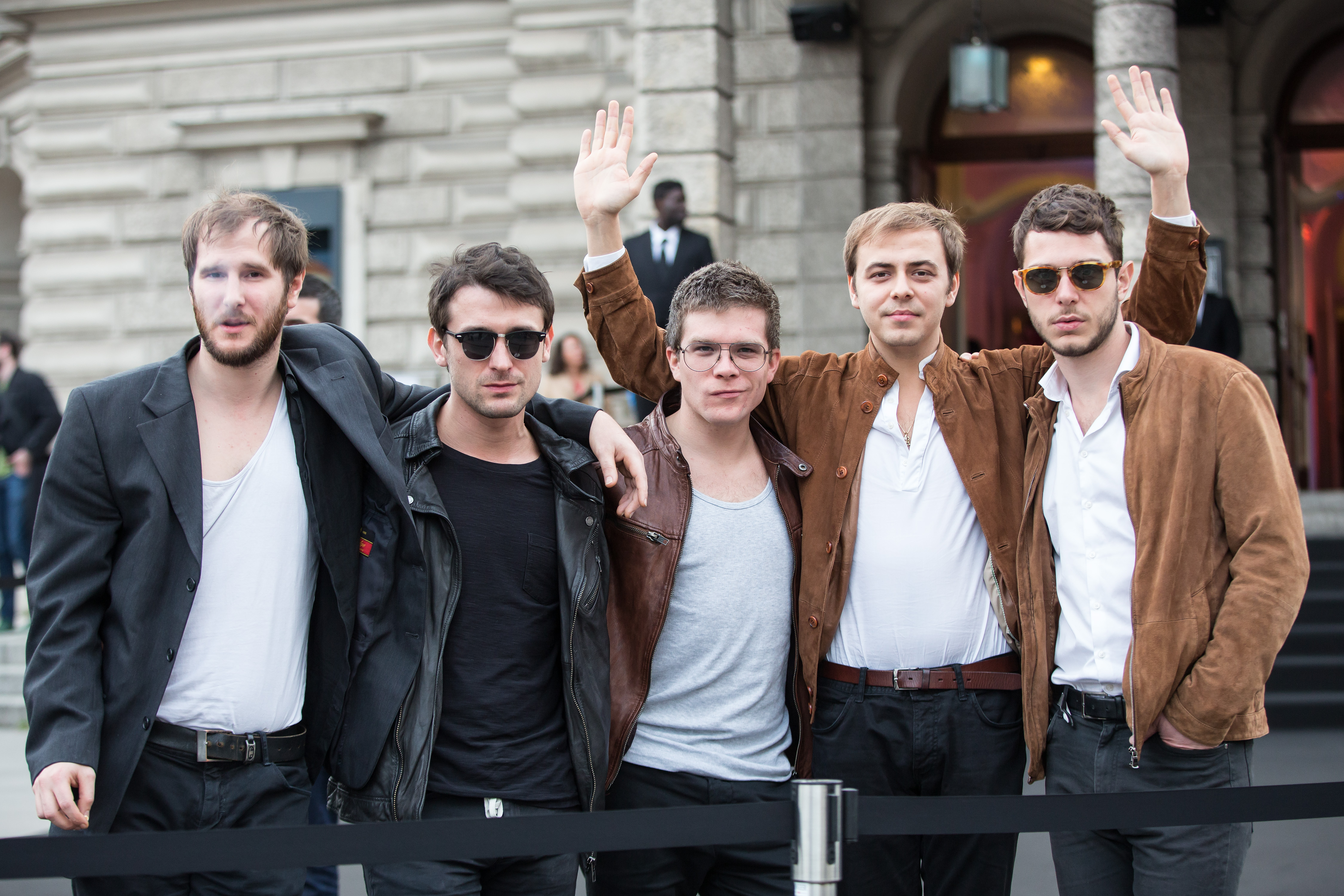
Wanda

### Band des Jahres
- Wanda

Weitere Nominierte:
- Bilderbuch
- Die Seer
- Erste Allgemeine Verunsicherung (EAV)
- Seiler und Speer

### Künstler des Jahres

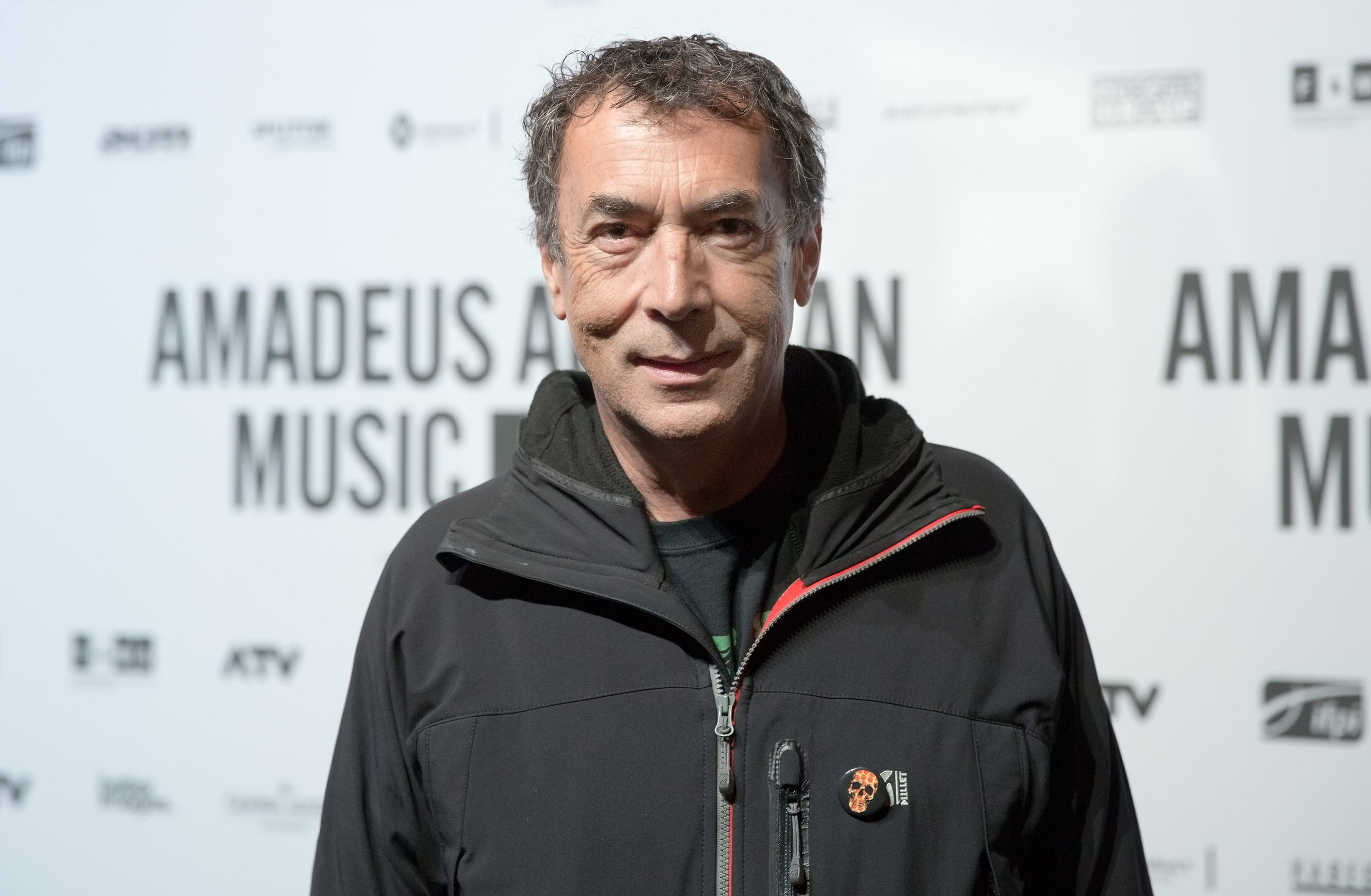
Hubert von Goisern

- Hubert von Goisern

Weitere Nominierte:
- Andreas Gabalier
- Der Nino aus Wien
- filous
- Parov Stelar

### Künstlerin des Jahres

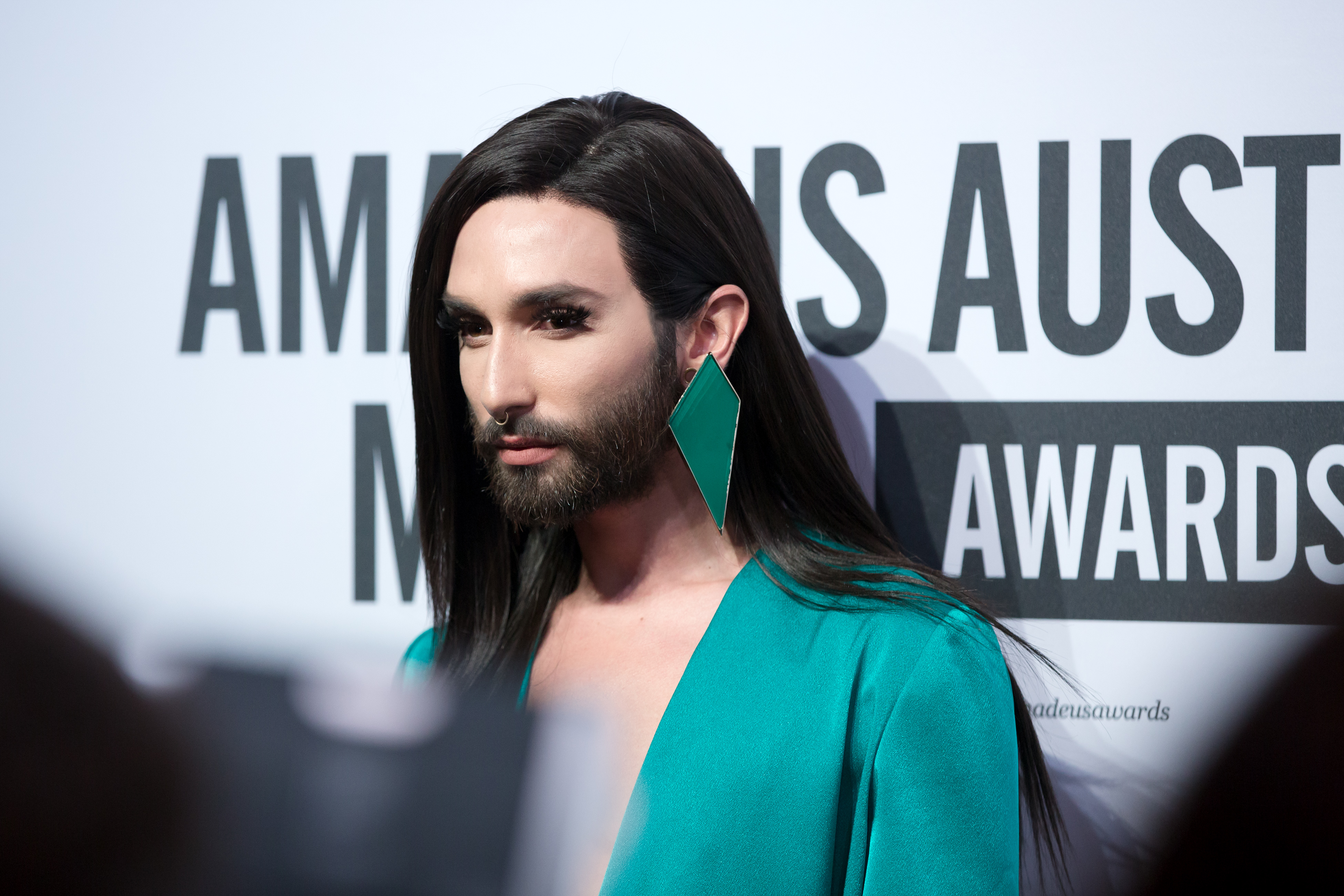
Conchita

- Conchita

Weitere Nominierte:
- AVEC
- Christina Stürmer
- Clara Luzia
- Zoë

### Album des Jahres
- Schick Schock von Bilderbuch

Weitere Nominierte:
- Bussi von Wanda
- Ham kummst von Seiler und Speer
- Mountain Man von Andreas Gabalier

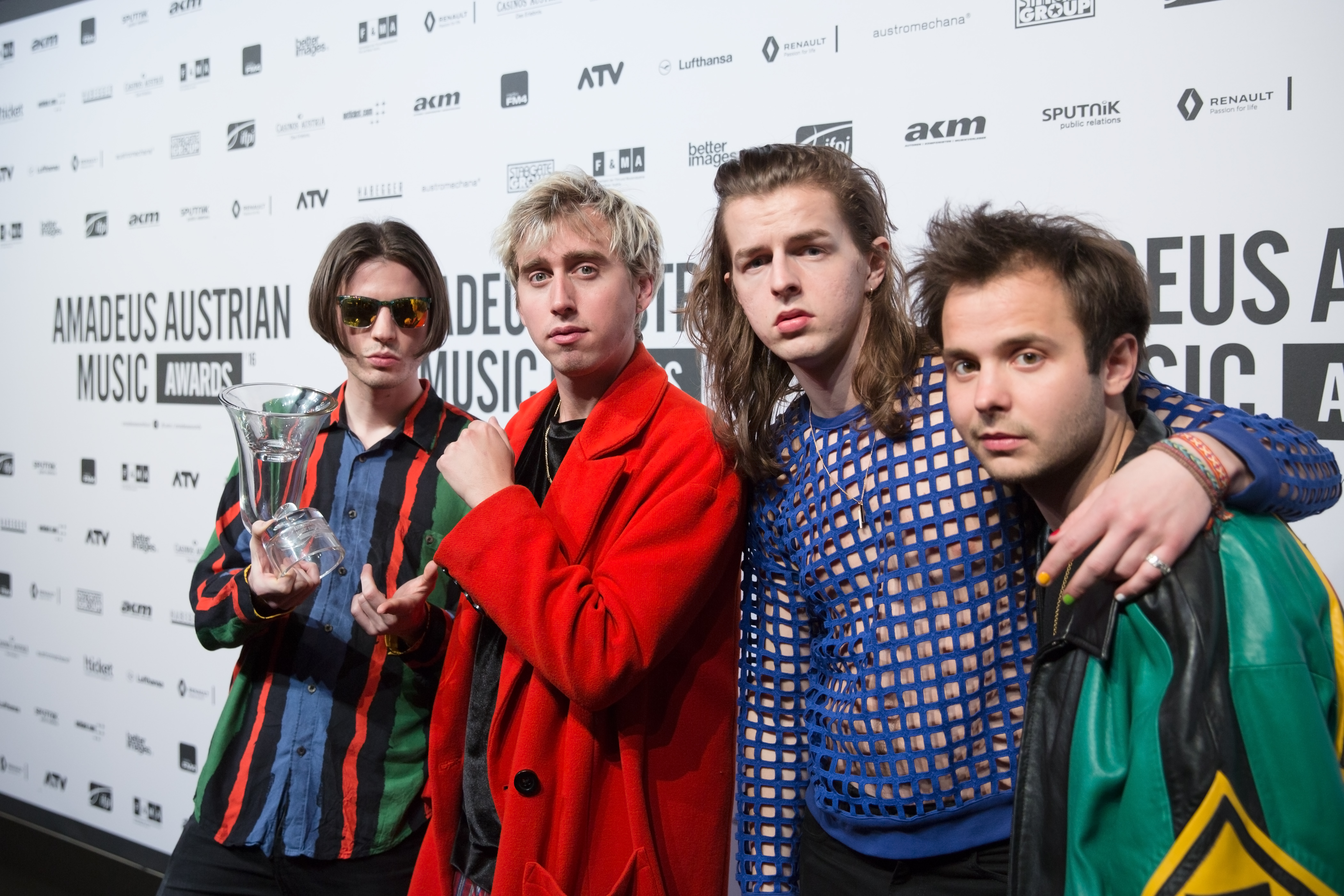
Bilderbuch

- Werwolf-Attacke – Monsterball ist überall von der Ersten Allgemeinen Verunsicherung (EAV)

### Song des Jahres
- Ham kummst von Seiler und Speer

Weitere Nominierte:
- Bussi Baby von Wanda
- How Hard I Try von filous ft. James Hersey
- I Am Yours von The Makemakes
- Mon coeur a trop aimé von Zoë

### Live Act des Jahres
- Wanda

Weitere Nominierte:
- Andreas Gabalier
- Bilderbuch
- Parov Stelar
- Seiler und Speer

### Songwriter des Jahres
- Bernhard Speer und Christopher Seiler für den Song Ham kummst

Weitere Nominierte:
- Lemo für den eigenen Song So leicht
- Mr. Mölgie für Feiah fonga
- Peter Cruseder und Ricarda Maria für Rocket Man
- Thomas Schneider, Matthias Kalcher, Alexander Putz, Tobias Fellinger und Kevin Lehr für Brücken zum Mond

### Alternative Pop / Rock

PauT (Paul Schreier) (Bass und Klarinette bei Der Nino aus Wien)

- Der Nino aus Wien

Weitere Nominierte:
- AVEC
- Clara Luzia
- Leyya
- Steaming Satellites

### Electronic / Dance

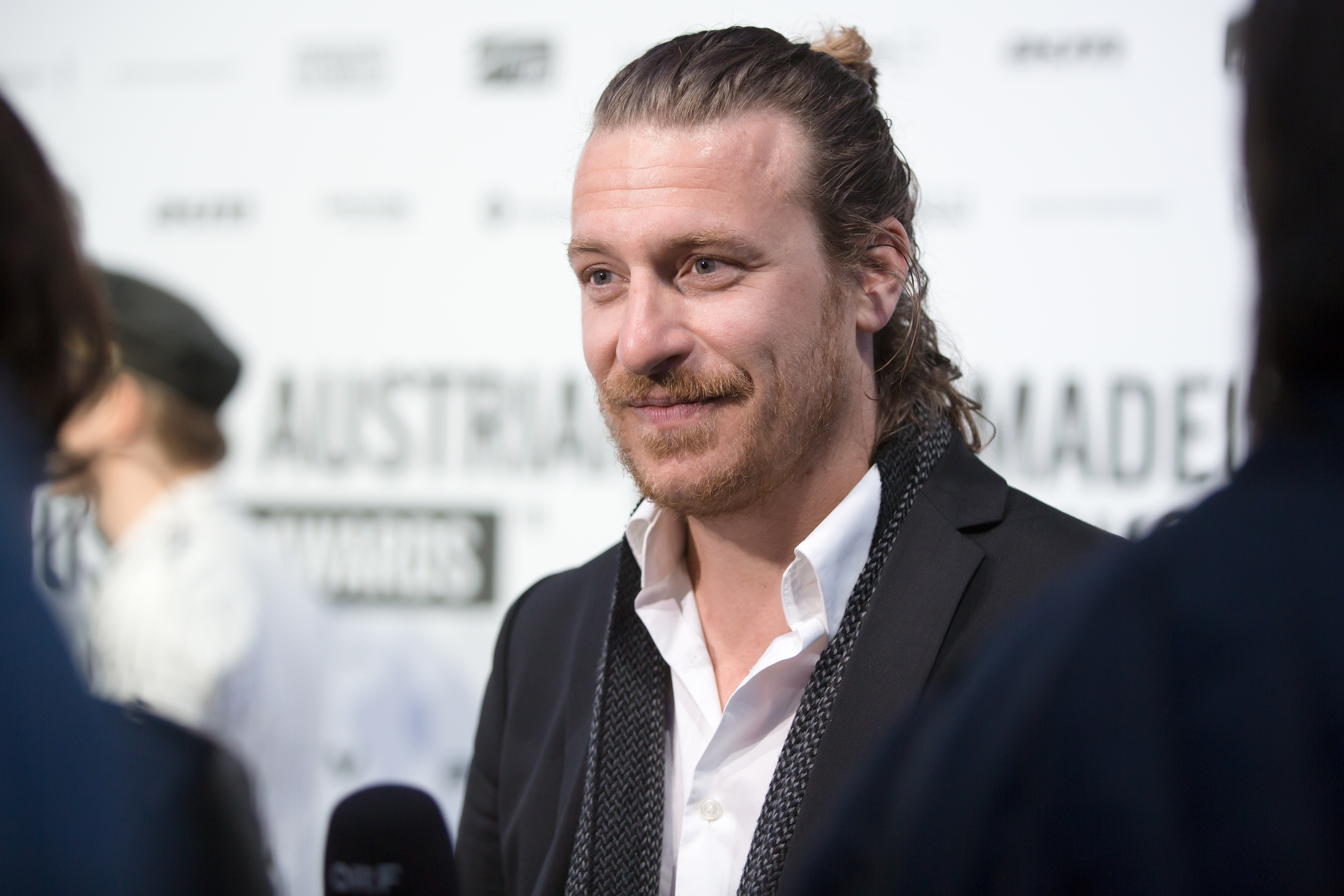
Parov Stelar

- Parov Stelar

Weitere Nominierte:
- Darius & Finlay
- filous
- HVOB
- Rene Rodrigezz

### Hard & Heavy
- Turbobier

Weitere Nominierte:

Turbobier

- Bloodsucking Zombies from Outer Space
- Cannonball Ride
- Drescher
- Rammelhof

### HipHop / Urban

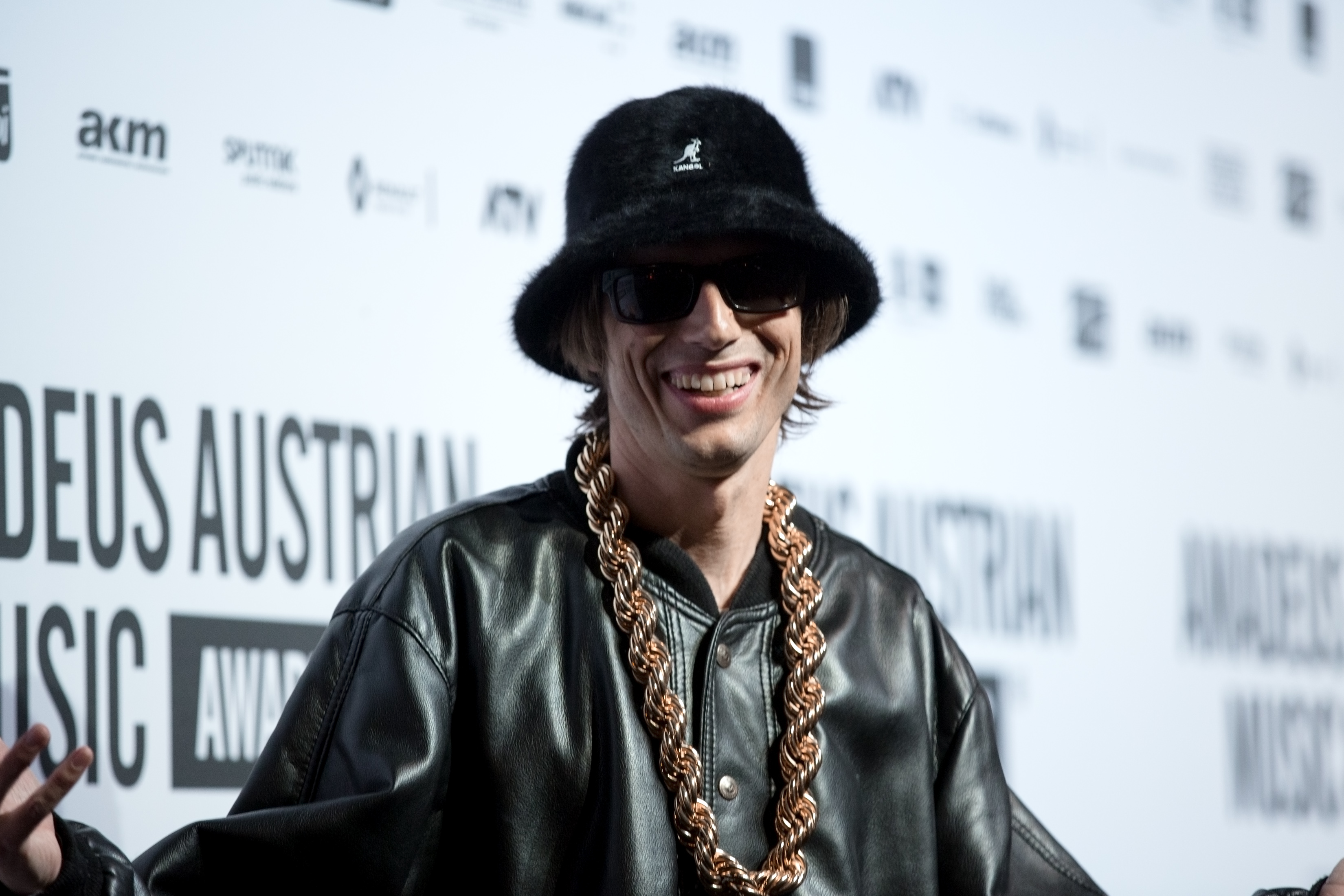
Skero

- Skero

Weiters Nominierte:
- Ansa
- Crack Ignaz
- Dame
- Gerard

### Jazz / World / Blues
- Norbert Schneider

Weitere Nominierte:
- Die Strottern & Jazzwerkstatt Wien
- Ernst Molden
- Hans Theessink und Terry Evans
- Lia Pale

### Pop / Rock
- Wanda

Weitere Nominierte:
- Bilderbuch
- Conchita Wurst
- Seiler und Speer
- Tagträumer

### Schlager
- Die Seer

Weitere Nominierte
- Allessa
- Oliver Haidt
- Petra Frey
- Semino Rossi

### Volksmusik
- Andreas Gabalier

Weitere Nominierte:
- Die Edlseer
- Die jungen Zillertaler
- Hansi Hinterseer
- Ursprung Buam

### FM4 Award
Für den FM4-Award wurden bis 18. Februar 2016 fünf Kandidaten per Online-Voting ermittelt, wobei 25 Kandidaten dafür zur Auswahl standen. Bis zum 1. März 2016 erfolgte eine zweite Votingrunde mit den fünf verbliebenen Finalisten, am 1. März wurde der Gewinner des FM4 Award 2016 bekanntgegeben.

Schmieds Puls

- Schmieds Puls

Weitere Finalisten
- Bilderbuch
- Hearts Hearts
- Wanda
- We Walk Walls

Weitere Nominierte
- Ages
- AVEC
- Attwenger
- BAM & Mr. Dero
- Brenk Sinatra
- Clara Luzia
- Crack Ignaz
- Fijuka
- Gerard
- HVOB
- James Hersey
- Julian & der Fux
- Kroko Jack
- Leyya
- Manu Delago
- Mile Me Deaf
- MOTSA
- M.P.
- Skero
- Steaming Satellites

### Tonstudiopreis Best Sound
- Bilderbuch (Recording), Adam Zebo (Recording), Alex Fire Tomann (Recording & Mix), Martin Scheer (Mastering) für das Album Schick Schock von Bilderbuch

Weitere Nominierte:
- Lukas Hillebrand (Recording & Mix), Alex Pohn (Recording & Mix), Markus Weiss (Recording), Mischa Janisch (Mastering) für das Album Heartbeats von AVEC
- dBMusic (Recording), Die Fleischerei (Recording), David Bronner (dBMusic) (Mix), Patrick Kummeneker (Freihaus Studio) (Mix), Dietmar Dietz Tinhof (Mix) für das Album Conchita von Conchita Wurst
- Lord of the Sounds (Recording), Martin Scheer (Mix & Mastering) für das Album Common Ground von James Cottriall
- James Hersey Sound (Recording), Thomas Ranosz (Mix & Mastering) für das Album Clarity von James Hersey

### Lebenswerk

Marianne Mendt

- Marianne Mendt[8]